# قورباغه بارانی دماغه
قورباغه بارانی دماغه (نام علمی: Breviceps gibbosus) نام یک گونه از تیره قورباغه‌های باران است.